# Питър Уайсоф
Питър Джефри Келси Уайсоф (на английски: Peter Jeffrey Kelsay Wisoff) е американски физик и астронавт на НАСА, участник в четири космически полета.

## Образование
Питър Уайсоф е завършил елитния частен колеж Norfolk Academy в Норфолк, Вирджиния през 1976 г. Получава бакалавърска степен по физика от университета на Вирджиния през 1980 г. През 1982 г. получава магистърска степен по физика, а през 1986 г. и докторат по същата специалност от Станфордски университет, Калифорния.

## Служба в НАСА
Питър Уайсоф е избран за астронавт от НАСА на 13 януари 1990 г., Астронавтска група №13. Завършва общия курс на обучение през юли 1991 г. Той е ветеран от четири космически полета. Има в актива си три космически разходки с обща продължителност 19 часа и 53 минути.

### Полети
| Космически полети на Питър Джефри Келси Уайсоф           | Космически полети на Питър Джефри Келси Уайсоф | Космически полети на Питър Джефри Келси Уайсоф | Космически полети на Питър Джефри Келси Уайсоф | Космически полети на Питър Джефри Келси Уайсоф | Космически полети на Питър Джефри Келси Уайсоф | Космически полети на Питър Джефри Келси Уайсоф |
| №                                                        | Дата                                           | КК                                             | Емблема на мисията                             | Функции                                        | Продължителност                                |                                                |
| -------------------------------------------------------- | ---------------------------------------------- | ---------------------------------------------- | ---------------------------------------------- | ---------------------------------------------- | ---------------------------------------------- | ---------------------------------------------- |
| 1                                                        | 21 юни 1993                                    | „Индевър“, мисия STS-57                        |                                                | Специалист на мисията                          | 9 денонощия 23 часа 44 мин. 54 сек.            |                                                |
| 2                                                        | 30 септември 1994                              | „Индевър“, мисия STS-68                        |                                                | Специалист на мисията                          | 11 денонощия 05 часа 46 мин. 08 сек.           |                                                |
| 3                                                        | 12 януари 1997                                 | „Атлантис“, мисия STS-81                       |                                                | Специалист на мисията                          | 10 денонощия 04 часа 56 мин. 30 сек.           |                                                |
| 4                                                        | 11 октомври 2000                               | „Дискавъри“, мисия STS-92                      |                                                | Специалист на мисията                          | 12 денонощия 21 часа 43 мин. 47 сек.           |                                                |
| Сумарно време в космоса – 44 денонощия 08 часа 09 минути |                                                |                                                |                                                |                                                |                                                |                                                |

## Награди
- Медал на НАСА за участие в космически полет (1993, 1994 и 1997 г.).